# 第三京仁高速化道路
第三京仁高速化道路（だいさんキョンインこうそくかどうろ）は大韓民国仁川広域市南洞区から京畿道始興市まで至る全長14.3Kmの都市高速化道路である。施設は京畿道が持っているが運営権は第三京仁高速道路株式会社が30年間持つBTO事業である。高速国道ではなく、京畿道の地方道で、名称も高速道路ではなく高速化道路であるが、会社やマスコミでは第三京仁高速道路と表記されることが多い。
全区間が4車線以上で、制限速度は90km/hであるが100km/hまで増速計画がある。

## 歴史
- 2006年：着工[2]。
- 2010年 5月3日：開通[3]。
- 2010年 8月1日：有料化[4]。

## インターチェンジなど
- TG 古桟（コジャン）料金所 （高速道路 110号線 第二京仁高速道路)
- 1 正往（ジョンワン）IC（国道 77号線）
- 2 月串（ウォルゴッ）JCT（高速道路 50号線 嶺東高速道路, 高速道路 153号線 平沢-始興高速道路）
- 3 連城（ヨンソン）IC（国道 39号線）
- TG 物旺（ムルワン）料金所
- 4 道理（ドリ）JCT（高速道路 100号線 ソウル外郭循環高速道路）
- 4 東始興（トンシフン）JCT (高速道路 17号線 平沢-坡州高速道路)
- 牧甘（モッカム）IC（高速道路 15号線 西海岸高速道路）

## 通過する地域
- 仁川広域市 南洞区
- 京畿道 始興市